# Deus Não Me Esqueceu
Deus  Não Me Esqueceu é o terceiro trabalho da cantora Raquel Mello lançado pela gravadora Line Records em maio de 2006.
O ano de 2006 na vida de Raquel Mello foi muito especial e cheio de novidades. A chegada do seu primeiro filho Víctor, e seu único trabalho pela gravadora Line Records.
O álbum trouxe 11 faixas produzidas por Wagner Carvalho. O repertório contou com a regravação do sucesso Eterno Amor da cantora Denise Cerqueira., a participação de Marcelo Nascimento na faixa "Verdadeiro Amor" e a versão em português da faixa "Jesus Will Still be There", do grupo feminino internacional Point of Grace, fechando o disco.

## Faixas
1. Sou Livre (Jader Nunes) - 4:14
2. Hoje Eu Decidi (Jussara de Oliveira) - 4:31
3. Eterno Amor (Josué Teodoro) - 4:18
4. Confiarei (Raquel Mello) - 4:01
5. Verdadeiro Amor (part. Marcelo Nascimento) (Raquel Mello e Reynaldo Gomes) - 4:41
6. Teu Amor Me Envolveu (Janeh Magalhães e Wagner Azevedo) - 3:15
7. Deus Não Me Esqueceu (Raquel Mello) - 5:15
8. Meu Alvo (Janeh Magalhães e Wagner Azevedo) - 4:53
9. Você Nos Meus Sonhos (Raquel Mello, Reynaldo Gomes, Moisés Constantino e Marco Moreno; Cantares de Salomão 5.2) - 4:04
10. Ele Te Vê (Reynaldo Gomes) - 4:17
11. Cristo Perto Está (Jesus Will Still be There) (Robert Sterling e John Mandeville, Versão: Raquel Mello) - 4:27